# Michael J. McCulley
Michael James McCulley (* 4. August 1943 in San Diego, Bundesstaat Kalifornien, USA) ist ein ehemaliger US-amerikanischer Astronaut.
McCulley erhielt 1971 einen Bachelor und einen Master in Metallurgietechnik von der Purdue University.
McCulley ging 1961 zur United States Navy und diente zuerst auf verschiedenen U-Booten. Nach seinem Studium an der Purdue University von 1965 bis 1970 absolvierte er die Ausbildung zum Marineflieger und besuchte anschließend die Empire Test Pilots School in Großbritannien, wo er zum Testpiloten ausgebildet wurde. Nachdem er als Testpilot am Naval Air Test Center in Patuxent River in Maryland eingesetzt worden war, wechselte er zu Einsätzen auf den Flugzeugträgern Saratoga und Nimitz.

## Astronautentätigkeit
Im Mai 1984 wurde McCulley von der NASA als Astronautenanwärter ausgewählt. Nach seiner Ausbildung zum Shuttle-Piloten wurde er unter anderem als Wetterkoordinator, Technischer Assistent in der Abteilung Flight Crew Operations und Mitglied der Unterstützungsmannschaften am Kennedy Space Center eingesetzt.

### STS 61-N
Im Dezember 1985 wurde McCulley als Pilot für die Mission STS-61-N des US-Verteidigungsministeriums eingeteilt. Als weitere Crewmitglieder waren Kommandant Brewster Shaw, die Missionsspezialisten James Adamson, David Leestma und Mark Brown sowie die Nutzlastspezialisten Frank Casserino (MSE) und Lawrence Skantze (DoD) vorgesehen. Dieser Flug sollte im September 1986 starten, wurde jedoch nach der Challenger-Katastrophe am 28. Januar 1986 abgesagt.

### STS-34
Am 18. Oktober 1989 startete McCulley als Pilot der Raumfähre Atlantis ins All. Die Hauptnutzlast war die Jupitersonde Galileo. Sie wurde zusammen mit der Raketenoberstufe Inertial Upper Stage (IUS) im Weltraum ausgesetzt. Weiterhin wurden Experimente zur Erderkundung, Umweltforschung, Materialtechnologie, Astronomie und Medizin durchgeführt und es war eine IMAX-Kamera an Bord.

## Nach der NASA
Nach seinem Ausscheiden aus der NASA im Oktober 1990 wechselte McCulley zu Lockheed Martin Space Operations. Ab 1996 arbeitete er dann für United Space Alliance. Im November 1999 wurde er Chief Operating Officer (COO) und im Mai 2003 Chief Executive Officer (CEO, Geschäftsführer) bei United Space Alliance. Im September 2007 ging McCulley vom CEO-Posten bei United Space Alliance in den Ruhestand.

## Privates
Michael McCulley ist verheiratet und hat sechs Kinder.